# Castello di Giove
Il castello di Giove, noto anche come palazzo ducale o palazzo Mattei, è un edificio storico del borgo di Giove, in provincia di Terni. Risalente al 1191, fu radicalmente rimaneggiato secondo il gusto secentesco da artisti della scuola del Vignola.

## Storia

Il castello e il borgo
in un'immagine d'epoca

Il borgo e la rocca devono l'insolito nome a un tempio dedicato a Zeus nel sito. Nel 1191 si ha la prima notizia storicamente accertata del fortilizio, in quanto conteso, per la sua posizione strategica, tra le vicine città di Orvieto, Todi e Amelia.
Nel XIV secolo nasce una disputa per il possesso del castello tra Orvieto e Toscana: nel 1328 papa Urbano IV investe del feudo giovese il conte Pietro di Anguillara.
 Nel 1465 il maniero viene occupato da Amelia per passare ai Farnese; nel 1477 Sisto IV restituisce il castello, già appartenuto alla Camera Apostolica, all'Ospedale di Santo Spirito di Roma. Cambierà ancora possessore con gli Ordelaffi per tornare ancora ai Farnese.. Passò infine ai Mattei, che incominciano la sua trasformazione in residenza gentilizia e secondo i dettami architettonici dell'epoca, il 14 luglio 1597, data importante per l'edificio, quando Matteo Farnese cede per 65.000 scudi il feudo ai fratelli Ciriaco e Asdrubale Mattei (+1638), con il titolo di marchese. Il figlio di questi Girolamo, avuto da Costanza Gonzaga-Novellara, sarà il primo duca di Giove il 10 ottobre 1643: i discendenti conservano ancora questo rango.
 Asdrubale commissionò a Carlo Maderno, in Roma, il palazzo Mattei di Giove, utilizzò il castello umbro come residenza estiva, fu collezionista d'arte e mecenate del Caravaggio.
L'attuale aspetto dell'edificio, di maestoso palazzo-castello, gli fu dato da artisti della scuola del Vignola: ancora conserva, all'interno, un'imponente rampa per raggiungere il piano nobile con le carrozze.
Numerose stanze, terrazze, corridoi, passaggi coperti e ben 365 finestre (una per ogni giorno dell'anno) caratterizzano il castello, detto anche palazzo ducale o Mattei.
Alcuni locali sono affrescati, secondo il gusto manierista, dal Domenichino, da Orazio Alfani e da Paolo Veronese.
Fino ai giorni nostri il palazzo ha cambiato più volte la titolarità della proprietà.

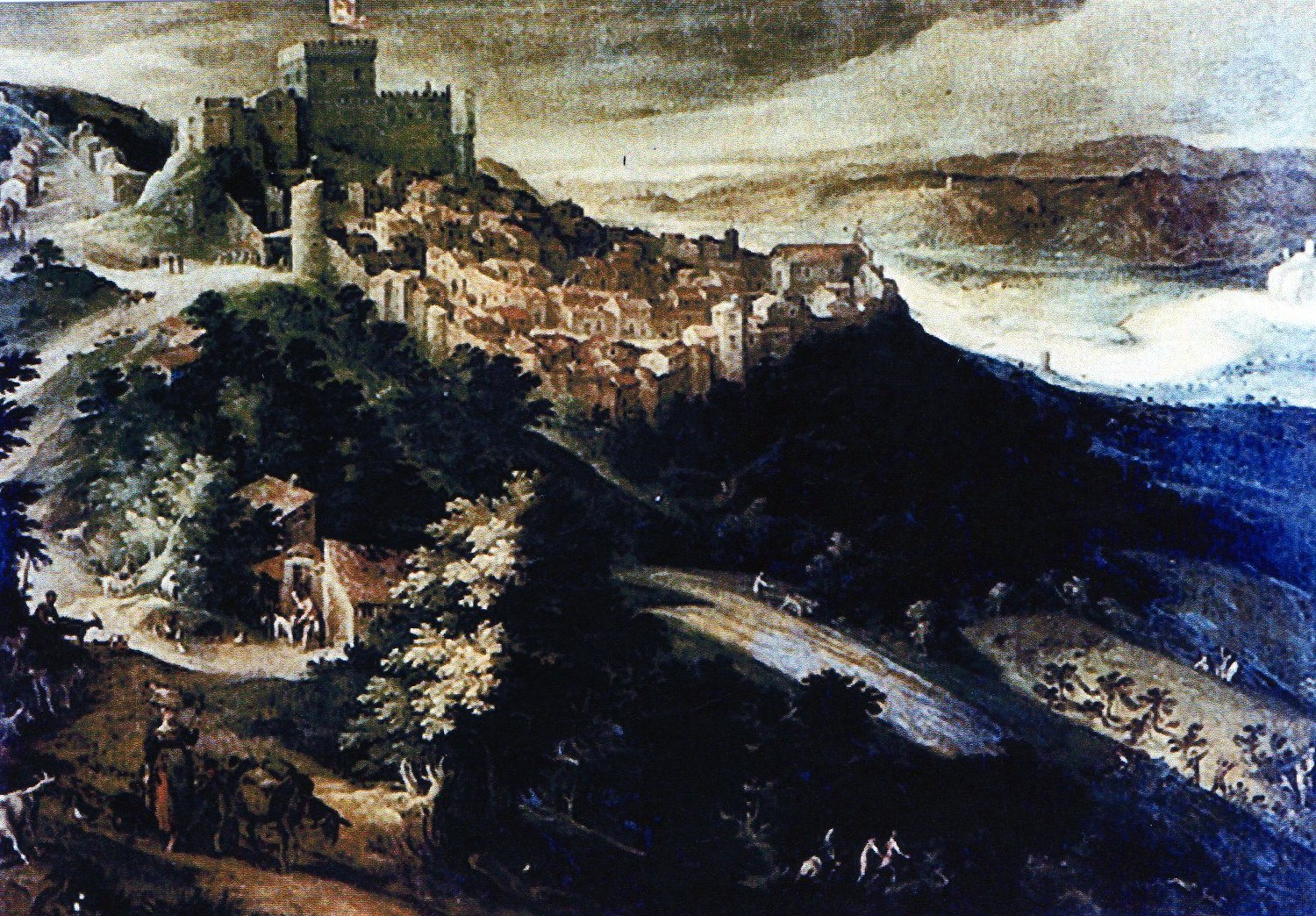
Il castello di Giove (Paul Brill, 1554-1620)
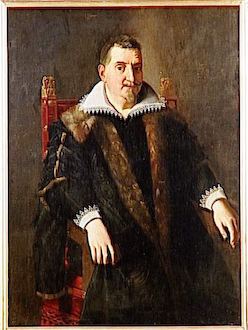
Il marchese di Giove Asdrubale Mattei
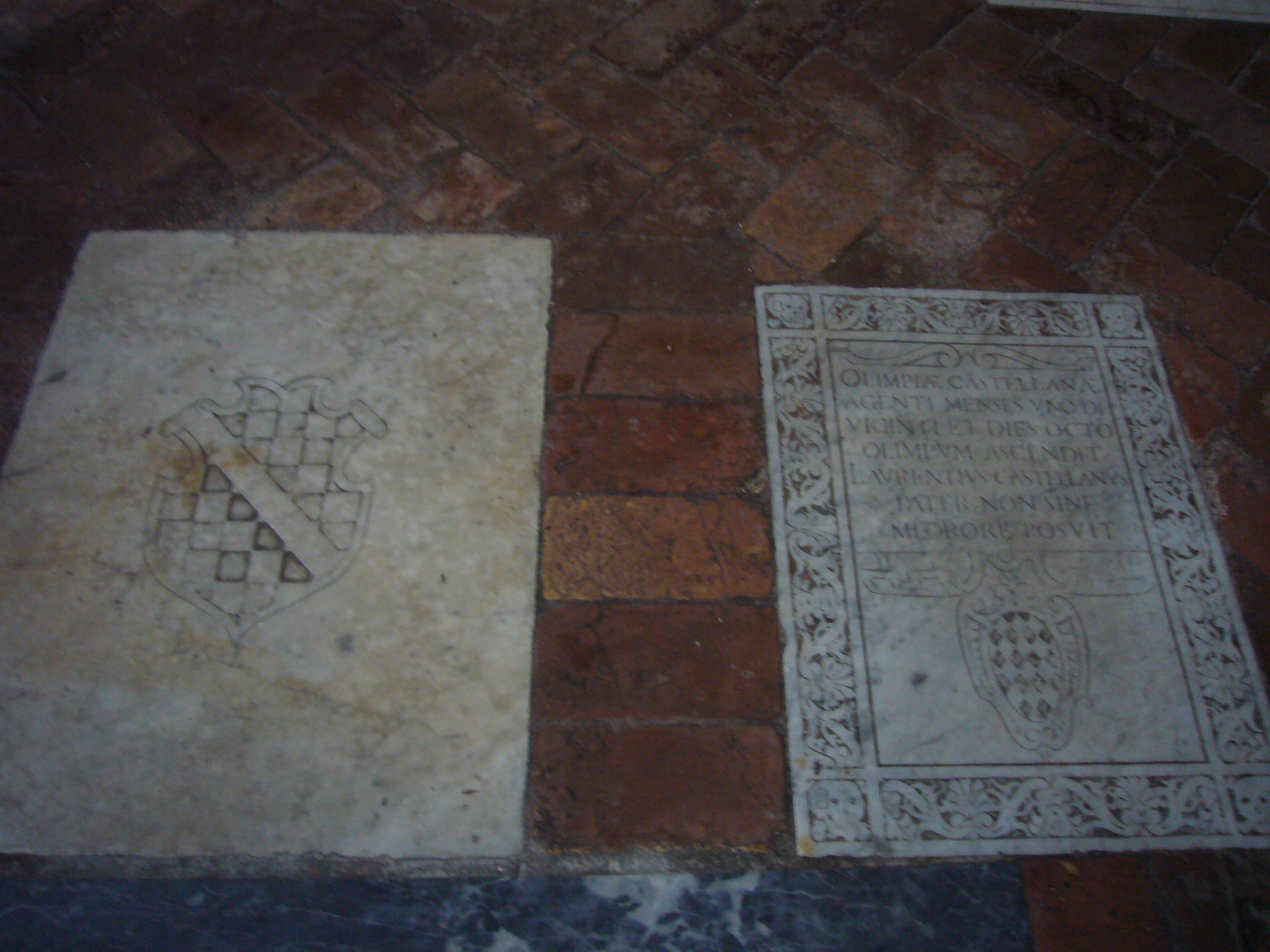
A sinistra, l'arme dei Mattei di Giove
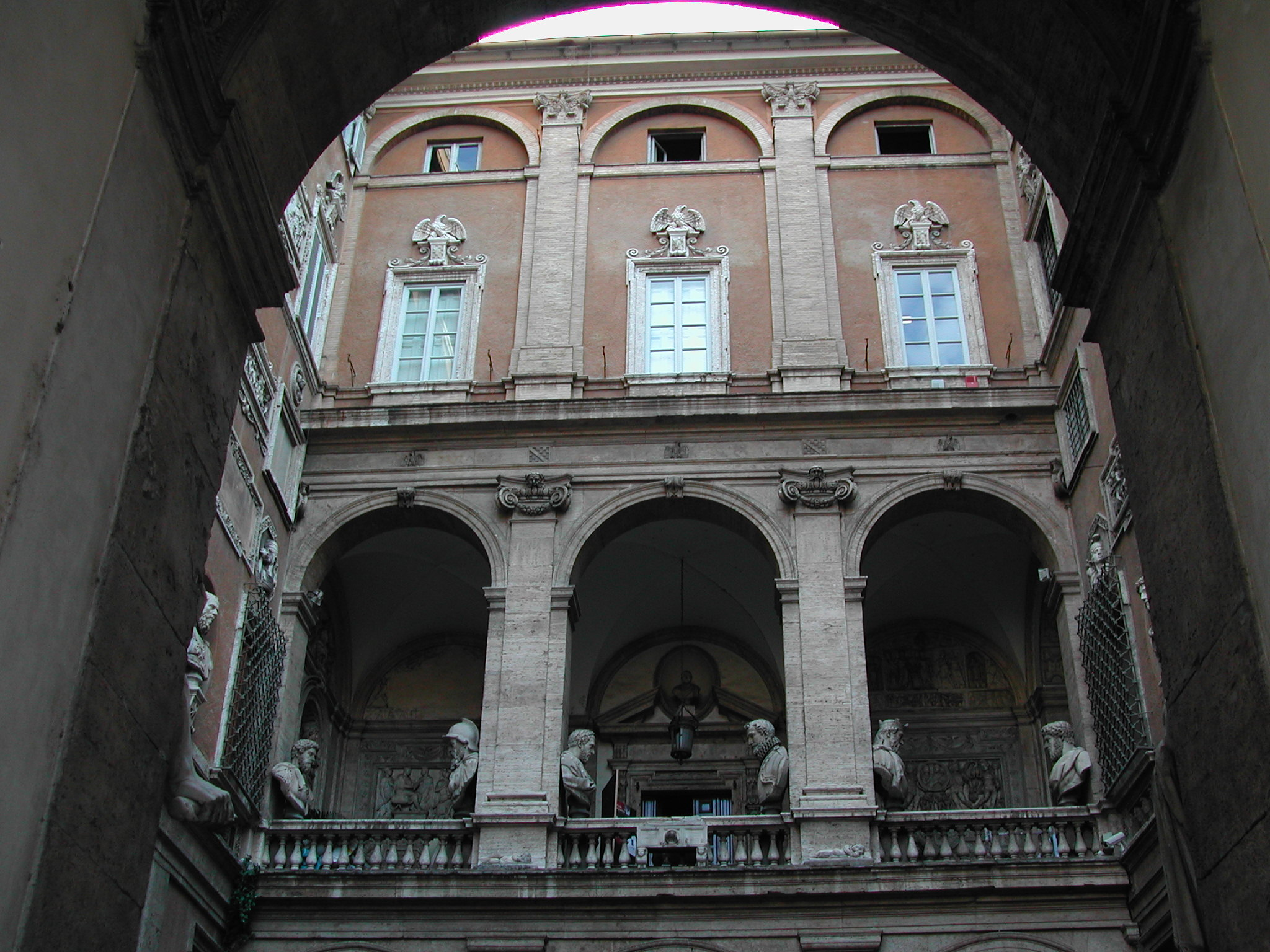
Palazzo Mattei di Giove, Roma
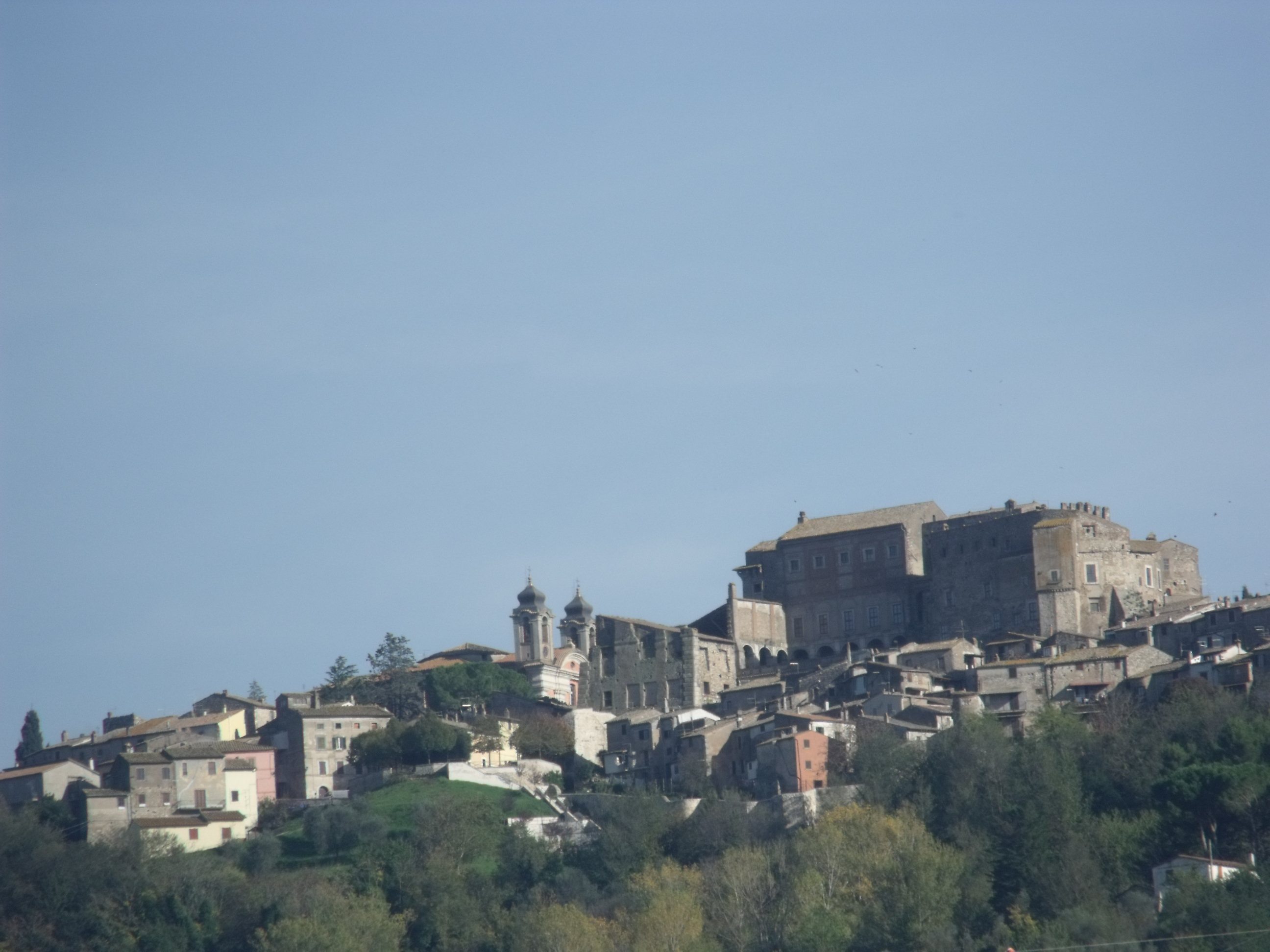
Veduta del paese con il castello